# Ramal de l'Olivelles

El Ramal de l'Olivelles, respecte del terme d'Abella de la Conca

El Ramal de l'Olivelles és una pista asfaltada del terme municipal d'Abella de la Conca, a la comarca del Pallars Jussà.
Arrenca de la Carretera d'Abella de la Conca just al costat nord-oest de Casa la Loli en direcció al nord-est, i en 350 metres porta a Ca l'Olivelles, a la porta de la qual masia acaba.

## Etimologia
Se l'anomena ramal perquè es tracta d'una curta derivació de la carretera, que duu a Ca l'Olivelles, d'on la segona part del nom.